# Pronunciamiento de Martínez Campos

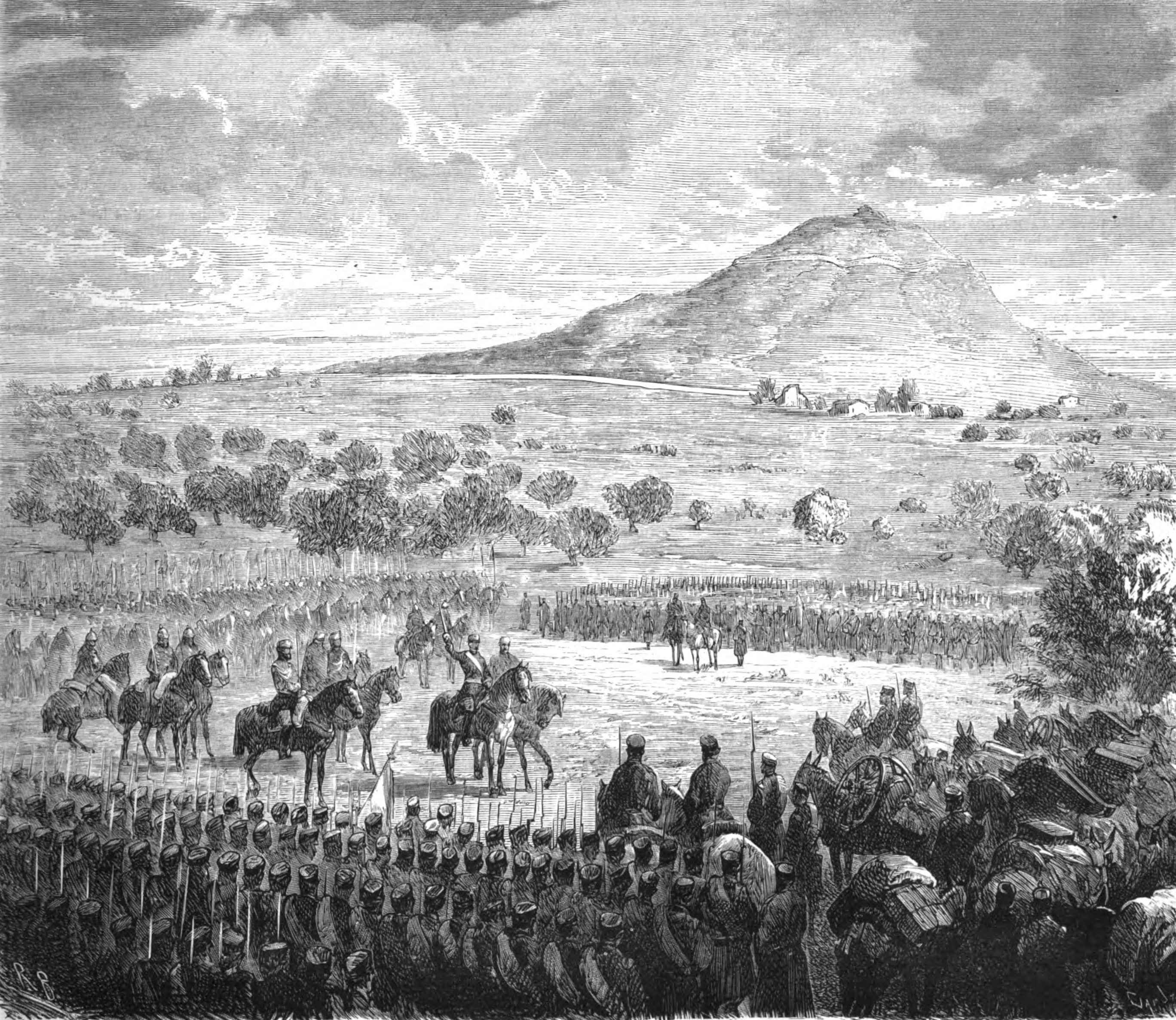
Proclamation du roi Alphonse XII par la brigade de Dabán (représentation publiée le 8 janvier 1875 dans la revue La Ilustración Española y Americana).

Le pronunciamiento de Martínez Campos ou pronunciamiento de Sagonte est un pronunciamiento mené par le général Arsenio Martínez Campos le 29 décembre 1874 aux environs de Sagonte dans la province de Valence, qui met fin à la Première République espagnole et marque le début de la Restauration de la Monarchie en proclamant le jeune Alphonse XII, fils d’Isabelle II, nouveau roi d’Espagne,,.

## Contexte
En août 1873, l’ancien membre de l’Union libérale et ministre d’Isabelle II Antonio Cánovas del Castillo est chargé par l’ancienne reine — qui a formellement abdiqué en 1870 — de travailler à un projet de restauration des Bourbons via l’intronisation son fils Alphonse. Dès lors, il réfléchit à la possibilité de proclamer le nouveau régime via un pronunciamiento, bien qu'il soit réticent à l’idée de recourir à une intervention militaire comme méthode d’instauration de ce dernier, alors que le régime proposé affiche explicitement dans ses objectifs de mettre un terme à ce genre de pratiques, propices à l'instabilité institutionnelle. Il devra néanmoins s’y résoudre par pragmatisme politique.
À la veille de la Restauration, la République suscite un mécontement généralisé et de nombreux groupes se montrent enclins à défendre l’instauration d’un nouveau régime : militaires, hommes d’affaires, carlistes et républicains insatisfaits, entre autres. Cánovas redoute d'être devancé par les cercles les plus réactionnaires et cherche à établir quels sont ses appuis potentiels au sein de l’institution militaire. Il se rapproche de chefs militaires, parmi lesquels Joaquín Jovellar — général à la tête de l'Armée du Centre (es) —, Fernando Primo de Rivera — capitaine général de Catalogne —et le général de brigade Luis Dabán.

## Antécédents
Un premier projet de restauration par un coup militaire commence à être élaboré à Cuba à partir de l’été 1874, soutenu par les capitalistes participant au commerce des colonies et des militaires en poste sur l’île. Cette idée est ensuite mieux élaborée à Madrid et rencontre l'appui de la bourgeoisie et de certains hauts militaires catalans. Le prestigieux général José Gutiérrez de la Concha prévoit de prendre la principale position de la rébellion carliste d’Estella puis de lancer dans la foulée un pronunciamiento afin de proclamer le nouveau roi, mais il meurt dans la bataille et la ville résiste,.

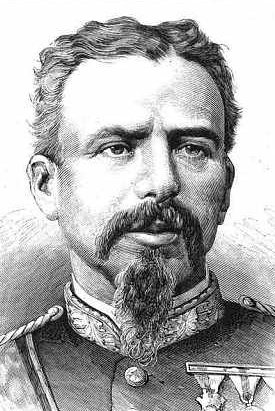
Le général Martínez Campos en 1879.

C’est finalement le général Martínez Campos, qui jouit d’un grand prestige car il vient de vaincre la révolution cantonale, qui est mis à la tête des opérations.
Début décembre 1874, le mouvement favorable au prince Alphonse a le soutien de plus de 20 généraux et brigadiers, et des garnisons les plus importantes du pays.
Le 1er décembre, le futur roi proclame le manifeste de Sandhurst, essentiellement élaboré par Cánovas, qui présente le programme politique du régime proposé et cherche à créer une opinion favorable au pronunciamiento en gestation,.

## Préparation
La ville de Valence est choisie comme centre de préparation du soulèvement car elle présente une conjonction d’éléments favorables : c’est là que se trouve l’État major de l’Armée du Centre de Jovellar et les cercles alphonsins sont influents parmi les milieux capitalistes de la région. Cirilo Amorós, ancien gouverneur civil de la ville au cours du règne d’Isabelle II, est décrit par Martínez Campos comme le stratège politique du pronunciamiento. José Campo Pérez, ancien maire de Valence et l’un des principaux entrepreneurs coloniaux du pays, apporte un soutien financier aux préparatifs.
En décembre 1874, les conspirateurs parviennent à distraire l’attention de deux brigades pendant plusieurs semaines, mais par crainte d’éveiller des soupçons et de voir les forces favorables au soulèvement se disperser, les opérations sont accélérées.
Le 22 décembre, Martínez Campos reçoit un courrier de Dabán le pressant de lancer le pronunciamiento avant la fin du mois.

## Déroulement
Le 26 décembre, Martínez Campos se rend à Valence. À la tête des troupes de Dabán, il prend la ville de Sagonte le 28, puis lance dans les environs le pronunciamiento qui proclame Alphonse nouveau roi d’Espagne le jour suivant. Jovellar lève ensuite son armée en soutien et prend la tête du mouvement. Il est suivi de Primo de Rivera — après un temps d’hésitation, car ce dernier pense comme Cánovas que le nouveau régime serait plus légitime s’il était issu d’un processus civil —, qui prend le contrôle de Madrid, et des principales garnisons de province et de l’Armée du Nord,,.
Le président Serrano se rend rapidement — une heure après avoir reçu le télégramme de Primo de Rivera l’informant de sa participation au soulèvement — sans opposer de résistance.
Primo de Rivera confie le pouvoir à Cánovas, qui se met en devoir de former un nouveau gouvernement. Celui-ci se montre d’abord peu satisfait d’une participation qu’il juge excessive des modérés de l’ancien régime absolutiste dans le coup. De plus, il insiste dans ses déclarations sur le fait qu’il aurait préféré une instauration pacifique du régime et tâche de minorer le rôle joué par les militaires dans l’opinion.